# Звёздная кинематика
Звёздная кинематика — раздел астрономии, изучающий кинематику или движение звёзд в пространстве. Предметом исследования кинематики звёзд включает в себя измерение скоростей звёзд Млечного Пути и его галактик-спутников наряду с измерением внутренней кинематики более далёких галактик. Определение кинематических свойств звёзд в различных компонентах Млечного Пути, включая тонкий диск, толстый диск, балдж и звёздное гало, предоставляет важную информацию о формировании и эволюции Галактики. Данные о кинематике также помогают обнаружить такие экзотические объекты, как гиперскоростные звёзды, наличие которых обычно объясняют результатом гравитационного взаимодействия двойной звезды и сверхмассивной чёрной дыры, Sgr A* в центре Галактики.
Звёздная кинематика связана (хотя и отличается) с предметом звёздной динамики, использующей теоретическое изучение или моделирование движений звёзд под действием гравитации. Модели звёздной динамики таких систем, как галактики или звёздные скопления, часто сопоставляют с кинематическими данными для исследования эволюции и распределения массы, а также для выявления наличия тёмной материи или сверхмассивных чёрных дыр по их гравитационному влиянию на орбиты звёзд.

## Пространственная скорость

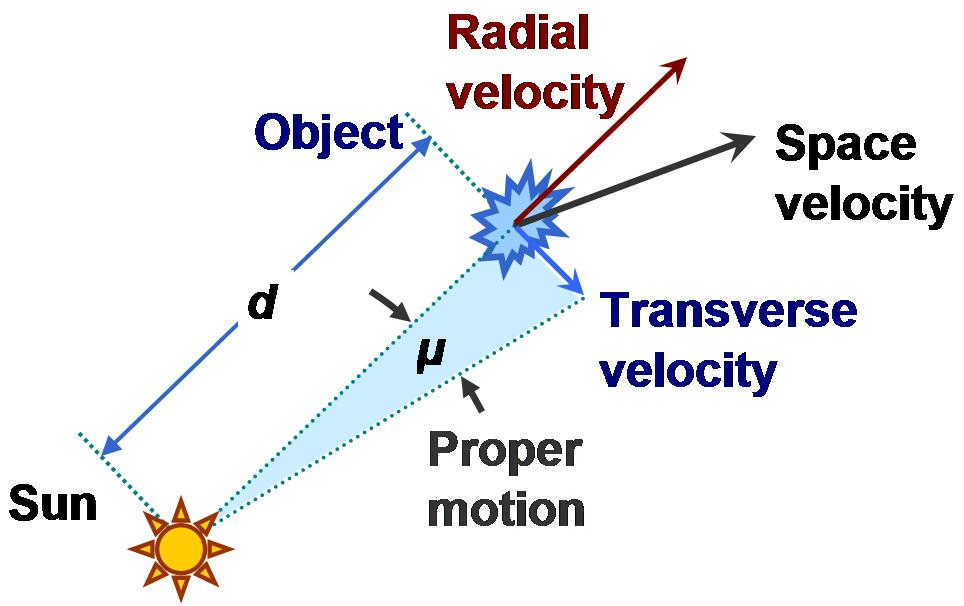
Соотношение между собственным движением и компонентами скорости объекта. В момент испускания излучения объект находился на расстоянии d от Солнца и двигался с угловой скоростью μ радиан/с, то есть μ = v_{t}/d, где v_{t} = трансверсальная (тангенциальная) компонента скорости по отношению к лучу зрения. (Схема показывает угол μ в виде сектора, заметаемого за единицу времени тангенциальной скоростью v_{t}.)

Компонента движения звезды к или от Солнца, известная как лучевая скорость, может быть измерена по смещению линий в спектре вследствие эффекта Доплера. Трансверсальную компоненту (или собственное движение) можно определить по серии определений положения объекта относительно более далёких объектов. При определении расстояния до звезды астрометрическими методами (такими как определение параллакса) можно определить пространственную скорость. При этом мы получим оценку движения звезды относительно Солнца или местного стандарта покоя. Местный стандарт покоя определяют как точку около современного положения Солнца, движущуюся по круговой орбите вокруг центра Галактики со скоростью, равной среднему значению для ближайших к Солнцу звёзд с малой дисперсией скоростей. Движение Солнца относительно МСП называется пекулярным движением Солнца.
Компоненты пространственной скорости Млечного Пути в галактической системе координат обычно обозначаются как U, V и W и измеряются в км/с, причём U положительно в направлении на центр Галактики, V положительно в направлении вращения Галактики, W положительно в направлении северного полюса Галактики. Пекулярное движение Солнца относительно МСП равно
(U, V, W) = (11,1, 12,24, 7,25) км/с,
со статистической неопределённостью (+0,69−0,75, +0,47−0,47, +0,37−0,36) км/с и систематической неопределённостью (1, 2, 0,5) км/с. (Заметим, что V на 7 км/с превышает оценку, полученную в 1999 году Дененом (англ. Dehnen) и коллегами).
Звёзды Млечного Пути можно разделить на два типа населения в соответствии с металличностью или долей элементов тяжелее гелия. Среди ближайших звёзд было обнаружено, что население первого типа, то есть звёзды с большей металличностью, обладают меньшими радиальными скоростями, чем более старые представители второго типа населения. Последние находятся на эллиптических орбитах, наклонённых к плоскости Млечного Пути. Сравнение кинематических характеристик ближайших звёзд привело к обнаружение звёздных ассоциаций. Вероятно это группы звёзд, имеющих общее место рождения в гигантском молекулярном облаке.
В Млечном Пути существуют три основных кинематических компонента: диск, гало и балдж (с перемычкой). Эти компоненты тесно связаны со звёздными населениями Млечного Пути, образуя сильную корреляцию между параметрами движения и химическим составом. Гало можно разделить на внутреннее и внешнее, при этом внутреннее гало будет обладать упорядоченным движением в ту же сторону, что и вращение Млечного Пути, а внешнее гало будет обладать ретроградным движением.

## Звёзды с высокими скоростями
В зависимости от определения к звёздам с высокой скоростью относят звезды, двигающиеся со скоростью, на 65-100 км/с превышающей среднюю скорость звёзд в окрестности Солнца. Иногда скорость определяют как сверхзвуковую относительно окружающей межзвёздной среды. Существует три типа звёзд с высокими скоростями: убегающие звёзды, звёзды гало и гиперскоростные звёзды.

### Убегающие звезды

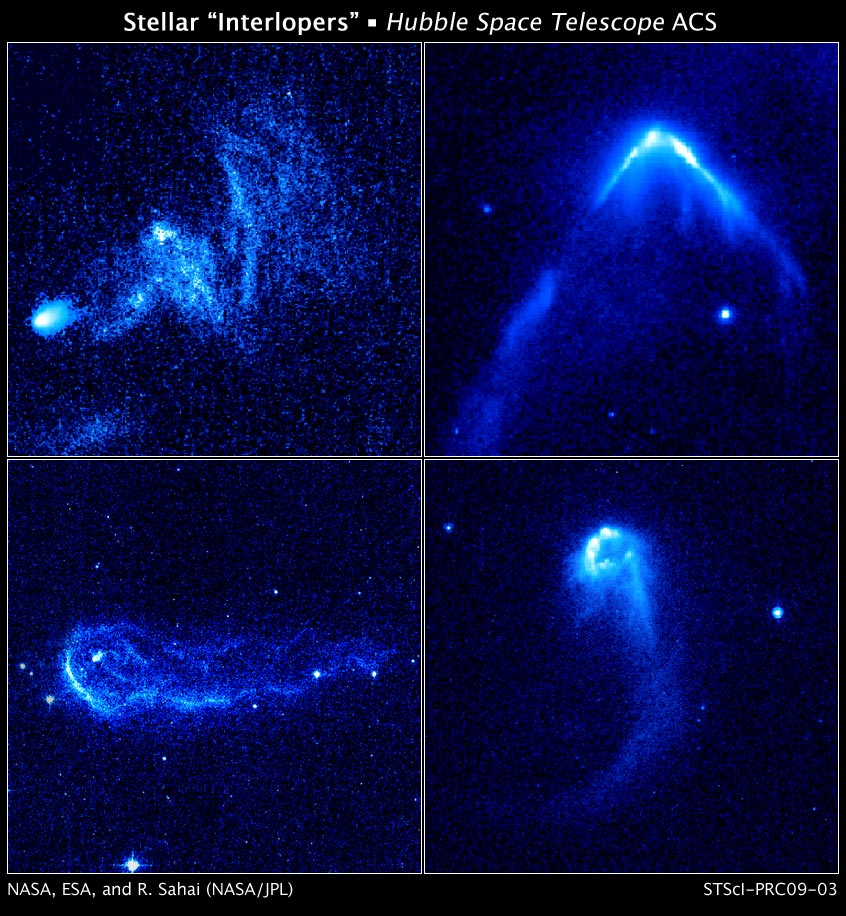
Четыре убегающие звезды, движущиеся сквозь области плотного межзвёздного газа и создающие яркие ударные волны и хвосты светящегося газа. Данные звёзды, изображения которых получены телескопом «Хаббл», являются одними из 14 молодых убегающих звёзд, выявленных камерой «Advanced Camera for Surveys» с октября 2005 года по июль 2006 года.

Убегающей звездой является звезда, двигающаяся в пространстве с крайне высокой скоростью относительно окружающей межзвёздной среды. Собственное движение убегающей звезды зачастую указывает прямо от звёздной ассоциации, к которой раньше принадлежала убегающая звезда.
Существуют два возможных механизма образования убегающей звезды:
- в первом сценарии тесное сближение двух двойных звёзд может привести к разрушению обеих систем, при этом некоторые звёзды могут быть выброшены с высокими скоростями;
- во втором сценарии вспышка сверхновой в кратной звёздной системе может привести к движению оставшихся компонентов с большими скоростями[9][10].

Хотя возможны оба механизма, но астрономы обычно рассматривают механизм возникновения убегающих звёзд при вспышках сверхновых.
Одним из примеров множества убегающих звёзд может служить случай AE Возничего, 53 Овна и мю Голубя, которые удаляются друг от друга со скоростями более 100 км/с (для сравнения, Солнце движется в Млечном Пути со скоростью, на 20 км/с превышающей среднюю местную скорость). Прослеживание движений данных звёзд в обратную сторону показало, что их траектории пересекались вблизи туманности Ориона около 2 миллионов лет назад. Петля Барнарда считается остатком сверхновой, приведшей к ускорению остальных звёзд.
Другим примером является рентгеновский источник Паруса X-1, в котором фотоцифровые технологии выявили наличие типичной сверхзвуковой ударной волны.

### Звёзды гало
Звёзды с высокими скоростями являются очень старыми звёздами, чьё движение сильно отличается от солнечного или от движения звёзд в солнечной окрестности, находящихся на схожих круговых орбитах вокруг центра Млечного Пути. Высокоскоростные звёзды обычно двигаются по эллиптическим орбитам вне плоскости Млечного Пути. Хотя полные скорости этих звёзд могут не превышать скорость Солнца, разница орбит приводит к высоким относительным скоростям.
Типичными примерами являются звёзды гало, проходящие сквозь диск Млечного Пути под большим углом. Одна из 45 ближайших звёзд, звезда Каптейна, является высокоскоростной звездой. Её наблюдаемая лучевая скорость равна −245 км/с, компоненты пространственной скорости равны U = 19 км/с, V = −288 км/с, W = −52 км/с.

### Гиперскоростные звёзды
Гиперскоростные звёзды (англ. Hypervelocity stars, HVS или HV) являются звёздами со скоростями, существенно отличающимися от ожидаемых для звезды при нормальном распределении звёзд в галактике. Подобные звёзды могут обладать настолько большими скоростями, что превосходят скорость убегания для галактики. Обычные звёзды Млечного Пути обладают скоростями порядка 100 км/с, а гиперскоростные звёзды, особенно вблизи центра Млечного Пути, обладают скоростями порядка 1000 км/с.
На существование гиперскоростных звёзд впервые указал Джек Хиллс в 1988 году, а затем их существование подтвердили Уоррен Браун, Маргарет Геллер, Скотт Кеньон и Майкл Курц в 2005 году. По состоянию на 2008 год было известно 10 несвязанных гиперскоростных звёзд, одна из которых считается происходящей из Большого Магелланова Облака. В дальнейшем измерения показали, что эта звезда всё же принадлежит Млечному Пути. Вследствие неопределённости распределения массы в Млечном Пути определение связанности гиперскоростной звезды затруднено. Пять дополнительно известных гиперскоростных звёзд могут не быть гравитационно связанными с Млечным Путём, 16 же считаются связанными. Ближайшая к Солнцу известная гиперскоростная звезда (HVS2) расположена на расстоянии 19 кпк от Солнца.
Считается, что около 1000 гиперскоростных звёзд существует в Млечном Пути.

#### Причины возникновения гиперскоростных звёзд
Считается, что гиперскоростные звёзды возникают при тесных сближениях двойных звёзд со сверхмассивной чёрной дырой в центре Млечного Пути. Один из двух компонентов захватывается чёрной дырой, а другой вылетает с высокой скоростью. Захваченный компонент может перейти на орбиту вокруг чёрной дыры. Однако, это может происходить только в том случае, если двойная звезда падает прямо на чёрную дыру с очень далёкого расстояния, в других случаях звезда не наберёт необходимую скорость.
Гиперскоростные звёзды, созданные вспышками сверхновых, также могут существовать, однако более редко. В данном сценарии гиперскоростные звёзды выбрасываются из тесной двойной системы в результате вспышки сверхновой звезды-компаньона. Скорости выбросов достигают 770 км/с относительно галактической системы покоя, что возможно для поздних B-звёзд. Данный механизм может объяснить причины возникновения высокоскоростных звёзд, выбрасываемых из диска Галактики.
Известные гиперскоростные звёзды являются звёздами главной последовательности с массами, в несколько раз превышающими солнечную. Гиперскоростные звёзды меньших масс также могут существовать, а кандидаты в гиперскоростные звёзды, являющиеся G/K-карликами уже были обнаружены.
Предполагалось, что гиперскоростные звёзды Млечного Пути являются результатом прохождения вращающейся карликовой галактики вблизи Млечного Пути. Когда карликовая галактика проходит наиболее близко к центру Млечного Пути, она испытывает сильное гравитационное возмущение. Энергия некоторых звёзд при этом меняется настолько сильно, что они освобождаются от карликовой галактики и улетают в свободное пространство.
Некоторые нейтронные звёзды могут двигаться с похожими скоростями. Они могут быть связаны со гиперскоростными звёздами и механизмом их выброса. Нейтронные звёзды представляют собой остатки вспышек сверхновой, а их экстремально высокие скорости, вероятно, являются результатом асимметричной вспышки сверхновой или потери компаньона при вспышке сверхновой. Нейтронная звезда RX J0822-4300, чья скорость по измерениям 2007 года составляет рекордные 1500 км/с (0,5 % c), вероятно была образована первым способом.
Некоторые типы сверхновых, как считается, возникают в случае, если белый карлик сталкивается со звездой-компаньоном и поглощает внешнее вещество звезды-компаньона. При этом обе звезды имеют очень высокие орбитальные скорости. Потеря массы белым карликом во время вспышки сверхновой приводит к тому, что звезда-компаньон покидает орбиту с прежней высокой скоростью в несколько сотен км/с, становясь гиперскоростной звездой. Остаток сверхновой превращается в быстро двигающуюся нейтронную звезду. Вероятно, данный механизм является наиболее вероятной причиной возникновения большей части гиперскоростных звёзд и быстрых нейтронных звёзд.

#### Примеры гиперскоростных звёзд
По состоянию на 2014 год было известно 20 гиперскоростных звёзд:
- HVS 1 — (SDSS J090744.99+024506.8) — первая открытая гиперскоростная звезда[13],
- HVS 2 — (SDSS J093320.86+441705.4) или (US 708),
- HVS 3 — (HE 0437-5439) возможно, происходит из Большого Магелланова Облака[14],
- HVS 4 — (SDSS J091301.00+305120.0),
- HVS 5 — (SDSS J091759.42+672238.7),
- HVS 6 — (SDSS J110557.45+093439.5),
- HVS 7 — (SDSS J113312.12+010824.9),
- HVS 8 — (SDSS J094214.04+200322.1),
- HVS 9 — (SDSS J102137.08-005234.8),
- HVS 10 — (SDSS J120337.85+180250.4),
- TYC 8840-1782-1.

## Кинематические группы
Группа звёзд, обладающих сходным движением в пространстве и возрастом, называется кинематической группой. Данные звёзды могут иметь общее происхождение, такое как испарение рассеянного скопления, остатки области звездообразования или объединение областей вспышек звездообразования, происходивших в разное время. Большее число звёзд рождалось внутри молекулярных облаков. Образующиеся внутри такого облака звёзды составляют гравитационно связанные рассеянные скопления, содержащие от десятков до тысяч звёзд с похожим химическим составом и возрастом. Со временем такие скопления разрушаются. Группы молодых звёзд при этом покидают скопление или перестают быть связанными друг с другом, формируя звёздные ассоциации. По мере старения таких звёзд ассоциация перестаёт быть различимой, оставляя отдельные движущиеся группы звёзд.
Астрономы имеют возможность определить, принадлежат ли звёзды одной кинематической группе, поскольку для этого звёзды должны обладать одним возрастом, металличностью и собственным движением. Поскольку звёзды в движущейся группе образуются близко друг к другу и примерно в одно время, то обладают похожими характеристиками.

### Звёздные ассоциации
Звёздная ассоциация представляет собой слабо связанное скопление звёзд, имеющих одинаковое происхождение, но ставших гравитационно не связанными, хотя и движущимися совместно в пространстве. Ассоциации выделяют по общим векторам движения объектов и возрастам. Также используется анализ химического состава.
Впервые звёздные ассоциации были открыты В. А. Амбарцумяном в 1947 году. Принято называть ассоциации по названию созвездия (или созвездий), в котором находится ассоциация, указывать тип ассоциации и, иногда, номер.

#### Типы

Область звездообразования в созвездии Единорога, изображение телескопа VISTA.

В. А. Амбарцумян разделил звёздные ассоциации на две группы, OB и T, на основе характеристик звёзд. Третью категорию, R, позднее предложил Сидни ван ден Берг для тех ассоциаций, которые подсвечивают отражательные туманности. OB-, T- и R-ассоциации образуют непрерывный спектр молодых звёздных групп. Пока не ясно, представляют ли эти категории эволюционную последовательность. Некоторые группы проявляют свойства как OB-, так и T-ассоциаций, поэтому классификацию не всегда можно провести однозначно.

#### OB-ассоциации

Киль OB1, крупная OB-ассоциация.

Молодые ассоциации, содержащие 10-100 массивных звёзд спектральных классов O и B, называют OB-ассоциациями. Такие ассоциации содержат сотни или тысячи звёзд малых и промежуточных масс. Объекты ассоциации считаются сформировавшимися в одном и том же объёме внутри гигантского молекулярного облака. После того как из системы будет выметен газ и пыль, оставшиеся звёзды окажутся не связанными гравитационно и начнут разлетаться. Считается, что большинство звёзд Млечного Пути образовалось внутри OB-ассоциаций. Звёзды спектрального класса O живут малое время и взрываются как сверхновые примерно спустя миллион лет после образования. В результате, OB-ассоциации существуют всего несколько миллионов лет или меньше. O-B звёзды ассоциации исчерпают запасы вещества для ядерных реакций в течение 10 миллионов лет.
Спутник Hipparcos позволил провести измерения, определившие расположение десятка OB-ассоциаций в пределах 650 пк от Солнца. Ближайшая OB-ассоциация — OB-ассоциация Скорпиона — Центавра, находящаяся на расстоянии 400 световых лет от Солнца.
OB-ассоциации были обнаружены в Большом Магеллановом Облаке и Туманности Андромеды. Такие ассоциации могут быть довольно разреженными и достигать 1500 световых лет в диаметре.

#### T-ассоциации
Молодые звёздные группы могут содержать ряд молодых звёзд типа T Тельца, находящихся в процессе перехода на главную последовательность. Группы звёзд численностью до тысячи звёзд типа T Тельца называются T-ассоциациями. Ближайшим к Солнцу примером такой ассоциации является ассоциация Тельца — Возничего, расположенная на расстоянии 140 пк от Солнца. Другими примерами T-ассоциаций являются T-ассоциация R Южной Короны, T-ассоциация Волка, T-ассоциация Хамелеона, T-ассоциация Парусов. T-ассоциации часто обнаруживают в окрестности молекулярных облаков, из которых они образовались. Некоторые, хотя и не все включают O-B-звёзды. Представители ассоциации обладают близкими возрастами и химическим составом, а также направлением вектора скорости.

#### R-ассоциации
Ассоциации звёзд, подсвечивающих отражательные туманности, называют R-ассоциациями. Эти молодые группы звёзд содержат звёзды главной последовательности, недостаточно массивные для разгона молекулярных облаков, в которых эти звёзды образовались. Этот факт позволяет исследовать свойства окружающего звёзды облака. Поскольку R-ассоциации более многочисленны, чем OB-ассоциации, то их можно использовать для выявления структуры спиральных рукавов галактик. Примером R-ассоциации является Единорог R2, находящийся на расстоянии 830 ± 50 пк от Солнца.

### Движущиеся группы
Если остатки звёздной ассоциации движутся в Млечном Пути когерентно, то они называются движущейся группой или кинематической группой. Движущиеся группы могут быть старыми, как HR 1614 возрастом 2 миллиарда лет, или молодыми, как группа AB Золотой Рыбы возрастом около 120 миллионов лет.
Движущиеся группы подробно исследовал Олин Эгген в 1960-е годы. Список ближайших молодых движущихся групп составил López-Santiago и др. Ближайшей группой является группа Большой Медведицы, включающая все звёзды астеризма Большой Ковш за исключением Дубхе и Бенетнаш. Солнце находится у внешних границ группы, но не входит в неё. Большая часть представителей группы расположена в области склонений +60°, но из-за близости группы к Солнцу некоторые её звёзды находятся даже в созвездии Южного Треугольника со склонениями около −70°.

### Звёздные потоки
Звёздный поток представляет собой ассоциацию звёзд, обращающихся вокруг галактики и являвшихся когда-то шаровым скоплением или карликовой галактикой, которая была разорвана приливным влиянием и вытянута вдоль орбиты.